# Pre-Keltisch

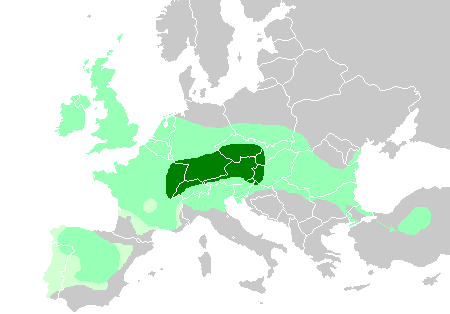
Verspreiding van de Kelten over Europa:
500 v.Chr.
250 v.Chr.

Met pre-Keltisch wordt een periode in de vroege ijzertijd van Centraal en West-Europa aangeduid, dwz. de Hallstatt-periode (9e tot 6e eeuw v.Chr.), die voorafgaat aan de verspreiding van de Keltische stammen of hun cultuur tijdens de La Tène-periode (vanaf ca. 450 v.Chr.). In hoeverre deze eerdere periode al samenviel met Keltische cultuur en Keltische talen blijft onduidelijk en controversieel.

## Talen
Voor het Europees continent kan men in de bronstijd onder de pre-Keltische talen aan de ene kant nog andere Indo-Europese dialecten rekenen (het Illyrisch, het Belgisch, mogelijk ook het Lusitanisch, de hypothetische Proto-Italo-Keltische dialecten en mogelijk het Oudeuropees) en de niet-IE en pre-IE talen (waaronder hypothetisch volgens sommigen het Baskisch, het Etruskisch het Rhaetisch) aan de andere kant.